# Vichhavad
Vichhawad fou un estat tributari protegit de l'agència de Kathiawar, prant de Sorath, a la presidència de Bombai.
Estava format per un sol poble amb dos tributaris propietaris separats, Els ingressos s'estimaven en 350 lliures el 1881 i 410 el 1901. La superfície era de 10 km² i la població el 1901 de 414 habitants. No pagava tribut.